# Kupola atomske bombe
Kupola atomske bombe (japanski: 原爆ド, Genbaku Dōmu) ili Spomenik mira je dio Spomen parka mira u Hirošimi. To je građevina koja je ostala neobnovljena kao spomenik stradalima u atomskom bombardiranju Hirošime 6. kolovoza 1945. godine. Tada je u trenu stradalo oko 70.000 ljudi, a na koncu više oko 200.000 je preminulo kasnije zbog posljedica radijacije. 
God. 1996., Kupola atomske bombe je upisana na UNESCO-ov popis mjesta svjetske baštine u Aziji jer

## Povijest
Građevinu je dizajnirao češki arhitekt Jan Letzel, i otvorena je za javnost 1915. godine za "Županijski trgovački sajam Hirošima". Njezina kupola je jako neobična jer je u tlocrtu ovalna. God. 1921. prozvana je "Izložbenom dvoranom županijskih proizvoda Hirošime", a 1933. "Promidžbenom dvoranom županije Hirošima".
U 8 sati i 15 minuta 6. kolovoza 1945. godine, Little Boy, prva upotrebljena atomska bomba, eksplodirala je gotovo izravno iznad kupole (150 metara dalje i 600 metara iznad) i svi ljudi u zgradi su poginuli u trenu.
Kada se Hirošima počela obnavljati neki od stanovnika su zatražili da se ova građevina ne obnovi, nego da ostane trajna ruševina i kao takva spomenik stradanja grada. Od 1966. godine to je proglasila i gradska uprava, nazvavši ju Kupola atomske bombe. Vremenom je oko nje, što japanskom što stranom pomoći, nastao Memorijalni park mira Hirošime (広島平和記念公園, Hiroshima heiwa kinen kōen).
Trideset godina kasnije ovaj spomenik je priznat i kao UNESCO-ova svjetska baština. Treba istaknuti kako se Kina bunila protiv ovog proglašenja, ističući kako su žrtve-države jako više stradale od japanske agresije, dok se predstavnik SAD-a distancirao istaknuvši da će se na ovaj način zapostaviti povijesni kontekst samog napada.
- Kupola atomske bombe
- Memorijalni muzej mira (Kenzo Tange)
- Kenotaf s imenima poginulih u eksploziji
- Dvorana sjećanja
- Kupola atomske bombe u sumrak

## Vanjske poveznice
- Službena stranica spomenika (engl.)
- Fotografije zgrade prije stradanja  Arhivirana inačica izvorne stranice od 3. prosinca 2005. (Wayback Machine)
- Kupola atomske bombe (engl.)

Video
- http://whc.unesco.org/en/list/775/video Hiroshima Peace Memorial (Genbaku Dome)] (UNESCO video na YouTube) (engl.)